# Lilla Ristjärnen
Lilla Ristjärnen är en sjö i Norbergs kommun i Västmanland och ingår i Norrströms huvudavrinningsområde.